# لويس روبرت
لويس روبرت (بالإسبانية: Luis Robert Moirán)‏ هو لاعب كرة قاعدة كوبي، ولد في 1 أغسطس 1997 في هافانا في كوبا.

## وصلات خارجية
- لويس روبرت على موقع دوري كرة القاعدة الرئيسي (الإنجليزية)
- لويس روبرت على موقعبيزبول رفرنس.كوم (الدوري الرئيسي) (الإنجليزية)
- لويس روبرت على موقعبيزبول رفرنس.كوم (الدوري الثانوي) (الإنجليزية)
- لويس روبرت على موقع إي إس بي إن.كوم (أم.أل.بي) (الإنجليزية)